# FireHouse (album)
FireHouse è il primo album in studio del gruppo musicale statunitense FireHouse, pubblicato il 7 settembre 1990 dalla Epic Records.

## Il disco
L'album è stato certificato doppio disco di platino negli Stati Uniti, e disco d'oro in Canada, Giappone e Singapore.
Vennero estratti i quattro singoli Shake & Tumble, Don't Treat Me Bad, All She Wrote e la ballata Love of a Lifetime, diventato il brano più famoso del gruppo.
La traccia Don't Walk Away appare in una scena del film The Wrestler diretto da Darren Aronofsky nel 2008.
Il brano Overnight Sensation è parte della colonna sonora del videogioco Brütal Legend.

## Tracce
Testi e musiche di Bill Leverty e C.J. Snare, eccetto dove indicato.
1. Rock on the Radio – 4:46 (Ellis, Foster, Leverty, Snare)
2. All She Wrote – 4:27
3. Shake & Tumble – 3:30 (Foster, Leverty, Richardson, Snare)
4. Don't Treat Me Bad – 3:55 (Ellis, Foster, Leverty, Snare)
5. Oughta Be a Law – 3:54 (Ellis, Leverty, Snare)
6. Lover's Lane – 4:02 (Ellis, Foster, Leverty, Snare)
7. Home Is Where the Heart Is – 4:48
8. Don't Walk Away – 4:31
9. Seasons of Change – 1:29
10. Overnight Sensation – 3:56 (Ellis, Foster, Leverty, Snare)
11. Love of a Lifetime – 4:46
12. Helpless – 4:25

## Formazione
- C.J. Snare – voce, tastiere
- Bill Leverty – chitarre
- Perry Richardson – basso
- Michael Foster – batteria, percussioni

## Classifiche

### Classifiche settimanali
| Classifica (1991) | Posizione massima |
| ----------------- | ----------------- |
| Canada            | 43                |
| Stati Uniti       | 21                |

### Classifiche di fine anno
| Classifica (1991) | Posizione |
| ----------------- | --------- |
| Stati Uniti       | 48        |